# Wladimir-Palast

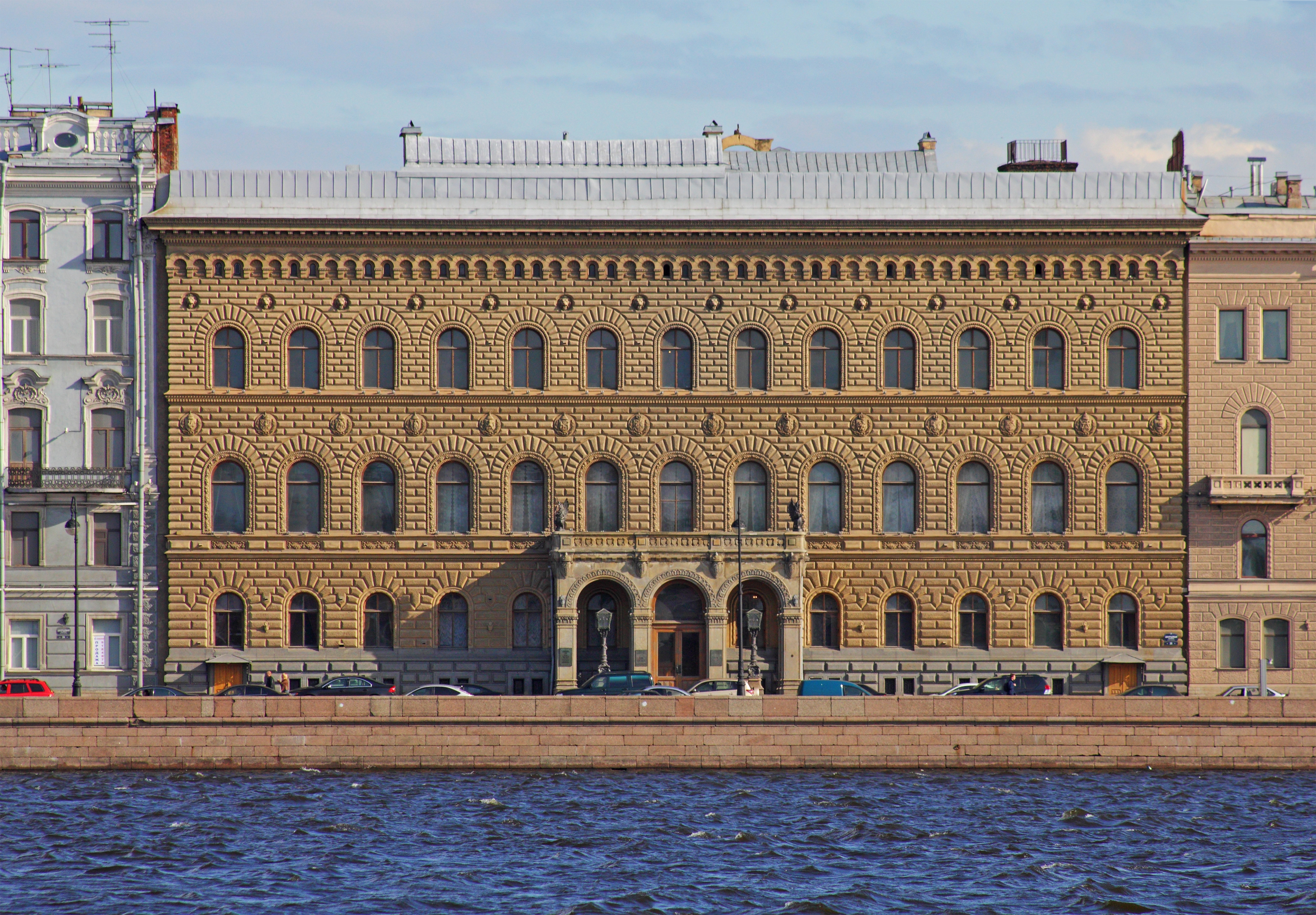
Newa-Fassade des Wladimir-Palastes

Der Wladimir-Palast (russisch Владимирский дворец Wladimirskij dworez) ist eines der letzten in Sankt Petersburg errichteten kaiserlichen Bauwerke. Er wurde 1867–1872 von einer Gruppe aus drei Architekten für einen Sohn Alexanders II., Großfürst Wladimir Alexandrowitsch entworfen.
Wie beim Winterpalast, der Eremitage und dem Marmorpalast zeigt auch die Rückseite des Wladimir-Palastes zur Newa. Diese Lage war in aristokratischen Kreisen sehr beliebt. Die rustifizierte Fassade orientiert sich an dem von Filippo Brunelleschi entworfenen und von Bartolomeo Ammanati erweiterten Palazzo Pitti in Florenz. Das Hauptportal besteht aus Obernkirchener Sandstein („Bremer Stein“) und ist mit Greifen, Wappen und gusseisernen Laternen verziert.
Von den 360 Räumen, aus denen der Palast und seine Nebengebäude bestehen, sind die repräsentativen Räume in allerlei verschiedenen Stilen ausgeschmückt: Der Empfangssaal und Salon beispielsweise in der Neorenaissance, das Esszimmer in der Neogotik, der Eichensaal im russischen Stil, der Weiße Saal im Rokoko und das Herrenzimmer im byzantinischen Stil.
Außerdem findet man unter anderem Räume im Louis XIV.-Stil, sowie diverse vorder- und ostasiatisch eingerichtete Räume. Der Stilmix wurde 1880–1892 von Maximilian Messmacher erweitert und stellt somit eine Art Denkmal für den bevorzugten Stil des 19. Jahrhunderts, den Historismus, dar.
Heute gehört der Wladimir-Palast als Haus der Gelehrten (russ. Дом учёных) der Russischen Akademie der Wissenschaften und wird unter anderem für internationale Konferenzen oder Seminare genutzt.